# Kang Cho-hyun
Kang Cho-hyun, née le 23 octobre 1982 à Séoul, est un tireuse sportive sud-coréenne.

## Carrière
Kang Cho-hyun participe aux Jeux olympiques de 2000 à Sydney où elle remporte la médaille d'argent dans l'épreuve de la carabine 10 mètres.